# Comunità di posizione
Una comunità di posizione si distingue da una comunità di pratica in quanto tende ad essere più focalizzata su condizioni personali, eventualmente transitorie. Esempi di comunità di posizione sono quelle che aggregano persone in particolari fasi della vita quali adolescenti, studenti universitari, sposati, genitori etc.